# Magnus Volk

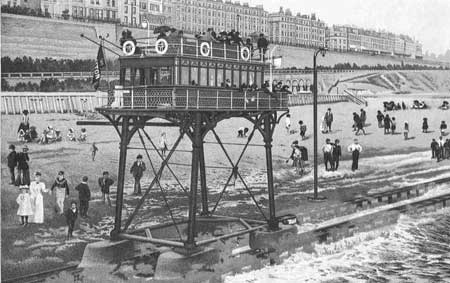
Brighton and Rottingdean Seashore Electric Railway

Magnus Volk, född 19 oktober 1851 och död 20 maj 1937,  var en brittisk ingenjör och järnvägspionjär  verksam i Brighton i södra England. Volk var son till en tyskfödd urmakare verksam i Brighton. Hans mest kända skapelse är de två elektriska järnvägslinjerna han konstruerade och lät bygga i Brighton. Redan 1883 byggde han den första linjen Volk's Electric Railway, linjen som är världens äldsta elektrisk järnväg som fortfarande är i drift går längs stranden i centrala Brighton. Hans mest spektakulära skapelse var dock järnvägslinjen som gick i Engelska kanalen mellan Brighton och Rottingdean, Brighton and Rottingdean Seashore Electric Railway.